# Mathei Florea
Mathei Florea (* 1989) ist ein estnischer Jazzmusiker (Piano, Komposition).

## Leben und Wirken
Florea sang in der Kindheit im Chor und in Opernaufführungen. 13 Jahre lang erhielt er klassischen Klavierunterricht, kam dann allerdings mit dem Jazz in Kontakt und wechselte das Genre. An der Estnischen Akademie für Musik und Theater in Tallinn studierte er Jazzpiano bei Kristjan Randalu, um dann ein Auslandsstudium an der Skurup Folkhögskola in Schweden vorzubereiten. 2020 absolvierte er sein Bachelorstudium am Jazz-Institut Berlin. 
Florea gründete eigene Musikgruppen wie Foyl Aka, Flow Rea und das Oktett Mathei Florea New Grounds, zu denen neben ihm selbst der Trompeter Björn Atle Anfinsen, der Bassist Cookie Stephenson, der Schlagzeuger Johannes Metzger und die Geigerinnen Arghya Sophia Delling und Cristina Cazac, die Bratschistin Philine Höhnisch und die Cellistin Kornelia Jamborowicz gehören. Mit seinen New Grounds veröffentlichte er 2024 sein Debütalbum Snarp beim Label Hey!Jazz, das herausragende Kritiken erhielt. Weiterhin hat er mit dem New Wind Jazz Orchestra und dem Kelli Uustani Trio zusammengearbeitet und ist auch auf Alben des Linda Kanter Quartet und der Ingrid Rabi Group zu hören. Er lebt heute in Berlin.